# براندون ستانتون
براندون ستانتون (ولد في 1 مارس 1984) هو كاتب أمريكي من الكتاب الأكثر مبيعا، مصور ومدون. عرف عنه أنه مؤلف الكتاب الأكثر مبيعا «ناس نيويورك». وضعته مجلة التايمز الأمريكية ضمن قائمتها «30 شخص غير العالم تحت سن 30»، وهو صاحب صفحة ناس نيويورك التي حصلت على أكثر من 17.8 مليون إعجاب على الفيسبوك وأكثر من 5.7 متابع على إنستجرام حسب إحصائية أغسطس 2016.
منذ عام 2010، أخذ ستانتون مئات الصور لمواطنين في مدينة نيويورك مع كتابة نبذة عن حياتهم، مشاكلهم أو عملهم. سافر ستانتون خارج الولايات المتحدة ليصور حياة الناس فسافر إلى أكثر من 20 دولة بما في ذلك إيران، العراق، أوغندا، جمهورية الكونغو الديمقراطية، أوكرانيا، فيتنام والمكسيك.

## السيرة الذاتية

### الحياة والعمل
نشأ ستانتون في ماريتا، جورجيا، إحدى ضواحي أتلانتا، حيث أنهى دراسته في مدرسة ووكر في عام 2002. تخصص في التاريخ داخل جامعة جورجيا. في عام 2010، إشترى كاميرا عندما كان يعمل تاجر سندات في شيكاغو، ليبدأ مسيرته في التقاط صور للناس في وسط مدينة شيكاغو في عطلات نهاية الإسبوع. عندما فقد وظيفته بعد وقت قصير من ذلك، قرر أن يأخذ من مهنه التصوير مهنة بدوام كامل. بالعودة إلى مدينة نيويورك، قرر تصوير 10,000 من سكان المدينة وإعطاء نبذة عن ما يدور في حياتهم من أمور ومشاكل. لم يكن اعتماد ستانتون على التصوير وشيكات البطالة لدفع الإيجار وتوفير المال اللازم لإعالته كافيا، فبدأ باقتراض الأموال من الأصدقاء والأسرة.
في نهاية الأمر، في نوفمبر 2010، أنشا صفحة على الفيسبوك باسم ناس نيويورك وقام برفع كافة الصور على الصفحة. كانت أول اقتباس يضعه مع صورة إمراة هو السبب في البدء بوضع اقتباسات من الحوار الذي يجريه مع الشخص الذي يقوم بتصويره أو الحوار بالكامل.
قام ستانتون بتجميع ما قام نشره على صفحته في كتاب بنفس عنوان الصفحة «ناس نيويورك». تلقى الكتاب نقدا إيجابيا جيدا ليتم بيع ما يقرب من 30,000 نسخه كطبعه أولى. حسب إستطلاع صحيفة نيويورك تايمز يأتي الكتاب في المركز الأول للكتب الأكثر مبيعا لعام 2013 ضمن فئة الكتب غير الخيالية للأسبوع الأول البادئ في 3 نوفمبر 2013. حافظ الكتاب على وجوده في قائمة نيويورك تايمز لأكثر الكتب مبيعا لمدة 26 أسبوع متواصل، ليعود إلى المركز الأول مره أخرى في 21 ديسمبر 2014.
في ديسمبر 2013، تم وضع اسم ستانتون في قائمة «30 شخص يقوموا بتغيير العالم تحت سن 30» والتي تنشرها مجلة التايمز. في أغسطس 2014، إنطلق ستانتون في رحلته إلى الشرق الأوسط، لتصوير الناس مع حكاياتهم في رحلة مدتها 50 يوما لزيارة 10 بلاد في بعثة تدعمها منظمة الأمم المتحدة. في يوليو 2015، سافر إلى باكستان ثم إلى إيران ليفعل نفس الشيء. وفي نهاية رحلته إلى باكستان جمع ستانتون مبلغ 2.3 مليون دولار للمساعدة في القضاء على العمل المستعبد في باكستان.
في 5 فبراير 2015، دعي ستانتون لزيارة الرئيس باراك أوباما في المكتب البيضاوي. شملت الزيارة حملة تمويل جماهيري لمدة أسبوعين لصفحة ناس نيويورك ونجحوا في جمع ما يقرب من 1.4 مليون دولار.
في مارس 2016، أعلن ستانتون عن معارضته لترشح المرشح الجمهوري دونالد ترامب، منتقدا ترامب على وسائل التواصل الإجتماعي بسبب خطاباته الناشرة للكراهية، مثل رأيه عن تفوق العرق الأبيض على سبيل المثال لا الحصر. بعد يوم من كتابته هذا المنشور على صفحته على موقع التواصل الاجتماعي فيسبوك، حصل على ما يزيد على 1.6 مليون إعجاب ومشاركة منشورة لما يقرب من مليون مشاركة.
نشر ستانتون قصصا وصورا من قسم طب الأطفال في مركز سلون كيترينج للسرطان في مدينة نيويورك، وكالعادة قام ستانتون بإقامة حملة لجمع التبرعات ونجح في جمع أكثر من 3.8 مليون دولار لأبحاث السرطان لدى الأطفال.

### الأعمال الخيرية
تبنت مدونة «ناس نيويورك» العديد من المبادرات الخيرية الناجحة واسعة الصيت. عقب إعصار ساندي، سافر ستانتون إلى أكثر المناطق تعرضا للأذى في مدينة نيويورك لتصوير المنازل المتدمرة، المتطوعين وأوائل المستجيبين للأزمة ساندي. تعاون ستانتون بعد منصة تمبلر ومؤسسها ديفيد كارب لإنشاء صندوق تبرعات لضحايا الإعصار. مع هدف مبدئي لجمع 100,000 دولار أمريكي، قاموا بجمع 86,000 دولار في أول 12 ساعة، لتنجح المبادرة سريعا بعد جمعهم 318,530 دولار مع نهاية المبادرة. ذهبت جميع التبرعات إلى ستيفن سيلر تابيل إلى مؤسسة تاورز، جمعية خيرية ظهرت جهودها للعامة بوضوح بعد إعصار ساندي.
في عام 2013، أطلقت مدونة «ناس نيويورك» حملة تبرعات أخرى لمساعدة مصور الأخبار داوين واتكين وزوجته في تبني طفل من أثيوبيا. كان الهدف من الحملة هو تجميع 26,000 دولار، لم يستغرق جمع هذا المبلغ غير 90 دقيقة فقط. إنتهت المبادرة بعد جمع 83,000 دولار ليذهب باقي المبلغ في صورة منحة تعليمية للطفل المتبني وأخته.
في عام 2014، تبنى ستانتون حملة تبرعات أخرى بغرض إرسال طفل قام بتصويرة وإجراء حوار معه مع عائلته في أجازة إلى مزرعة مواشي في كولورادو بعد أن علم أن حلم الطفل هو أن يمتلك حصان. بعد 15 دقيقة من كتابتة للمنشور على صفحتة الشخصية على الفيسبوك معلنا فيه بدء حملة التبرعات. تم تحديد مبلغ 7000 دولار، لتنتهي المبادرة بجمع 32,167 دولار. بعد دفع تكاليف الرحلة، تبرع ستانتون بمبلغ 20,000 دولار إلى مركز نيويورك للركوب العلاجي، منظمة خيرية تهدف لتوفير الأحصنة إلى الأطفال ذوي الإعاقة.
في يناير 2015، صور ستانتون وأجرى مقابلة مع فتى بعمر 14 عام من براونز فايل، بروكلين، فيدال شاستاتت، الذي قال أن تأثيره الأكبر يأتي من مدير مدرسة في موت ها، نادية لوبيز. تبنى ستانتون حملة تبرعات بغرض جمع 1,419,509 من 51,476 مساهم التي توفر للطلاب الأكاديمين الفرص لزيارة الجامعات في البرامج الصيفية، تطوير المنح الدراسية. أسفرت نتيجة المبادرة إلى زياره الطفل ومدير الأكاديمية إلى البيت الأبيض في عام 2015.
لاحقا في عام 2015، سافر ستانتون إلى باكستان وإيران في مبادرة تصوير دامت شهر أغسطس كاملا. غطى تأثير سيدة فاطمة على الباكستانيين، قائدة الحزب الليبرالي، تبنى أيضا مبادرة جمع فيها أكثر من 2.3 مليون دولار للمنظمة.
في مايو 2016، نشر ستانتون سلسله من المقابلات مع المعافيين من مرض السرطان في مركز سلوان كيترينك التذكاري في مدينة نيويورك. بعد نشر السلسلة تبنى حملة تبرعات بهدف دعم الأبحاث الخاصة بمرض سرطان الأطفال، بالإضافة إلى خدمات الدعم النفسي والاجتماعي للمرضى وعائلاتهم. في أول ثلاث أيام تم تجميع أكثر من 350,000 دولار من أكثر 10,000 شخص، بينما في غضون ثلاثة أسابيع تم تجميع أكثر من 3.8 مليون دولار من أكثر من 100,000 شخص.

## المنشورات
- ناس نيويورك. نيويورك مطبعة سانت مارتن. 2013. 978-1-250-03882-1.
- ملخص كتاب ناس نيويورك. نيويورك: فرار وستروس وجيرو. 978-0374374563.
- ناس نيويورك: القصص. نيويورك: مطبعة سانت مارتن. 2015. 978-1250058904.

## الجوائز
- 2013: جائزة صوت الناس، من فئه التصوير الفوتوغرافي، جائزة ويبي لكتاب بشر في نيويورك. عام 2013.[32]
- 2013: وضعته مجلة التايمز في قائمتها «30 تحت 30».[33]
- 2014: جائزة جيمس جويس من الجمعية الأدبية والتاريخية (L & H) من كلية دبلن الجامعية (يو سي دي).[34]

## وصلات خارجية
- الموقع الرسمي لصفحة ناس نيويورك
- قصة براندون ستانتون على تيد

### فيديو
- براندون ستانتون: كيف أقترب من الغرباء في الشارع
- إحدى حلقات سلسلة ناس نيويورك
- ناس نيويورك: القصص
- حوار شبكة آيه بي سيه مع براندون ستانتون